# Zell im Wiesental
Pour les articles homonymes, voir Zell.
Zell im Wiesental est une ville allemande du Bade-Wurtemberg, située dans le district de Fribourg-en-Brisgau. Elle se trouve sur la Wiese. On peut considérer cette ville comme la « porte » de la Forêt-Noire.
La ville est jumelée à la ville française d'Embrun (Hautes-Alpes).

## Galerie

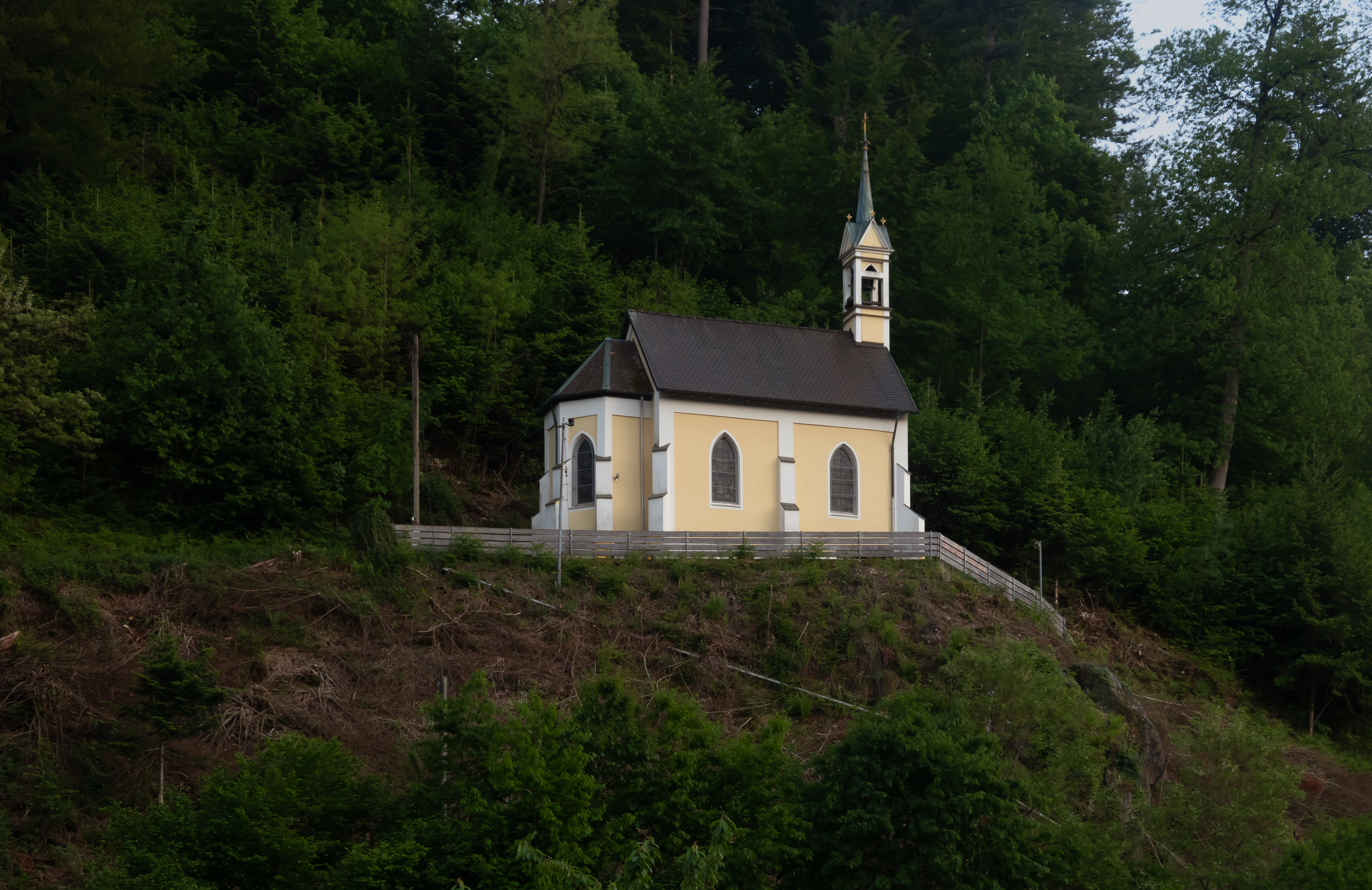
Zell im Wiesental, la chapelle (Kalvarien Kapelle)
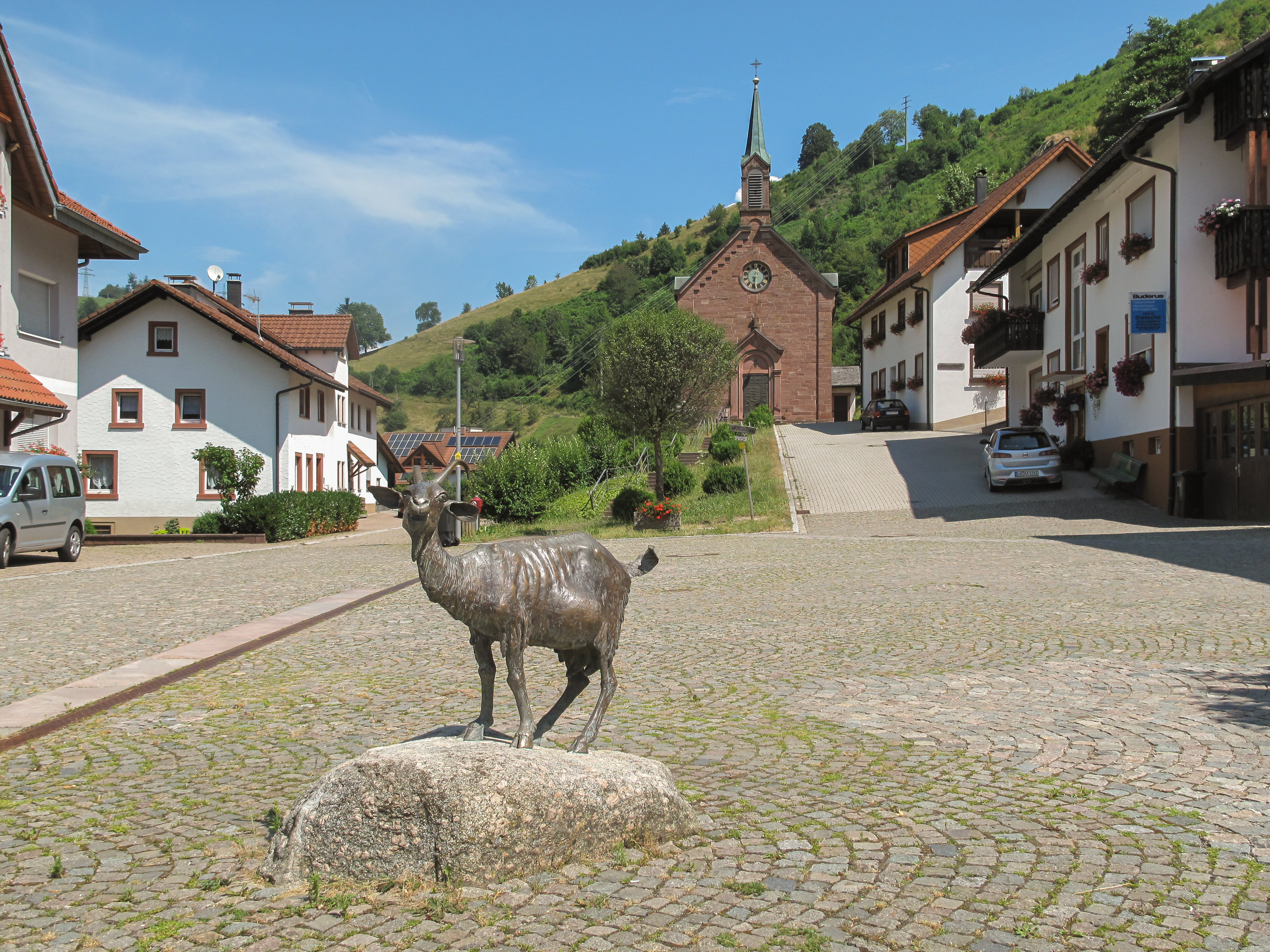
Mambach, chèvre avec chapelle
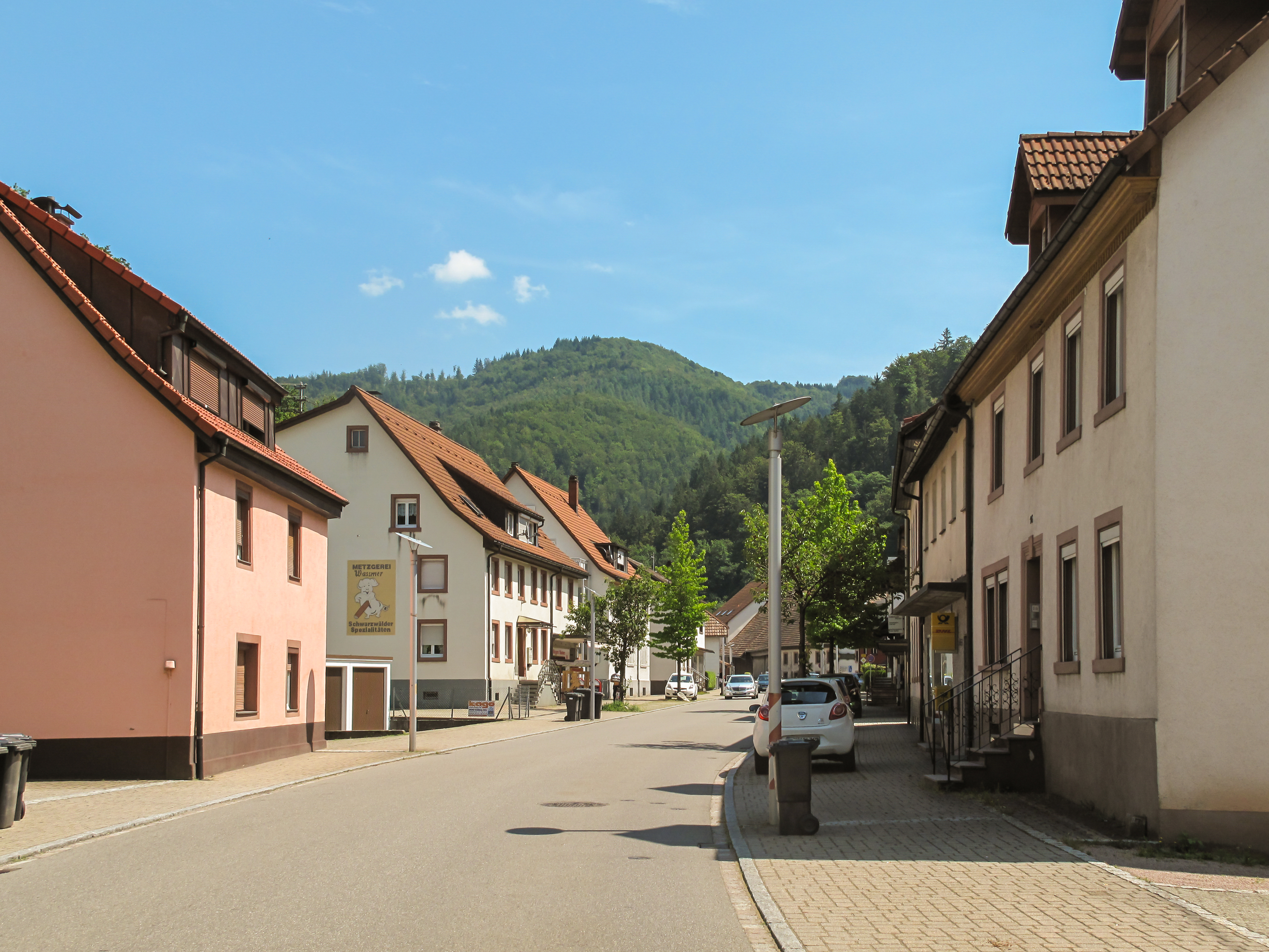
Atzenbach, vue dans la rue
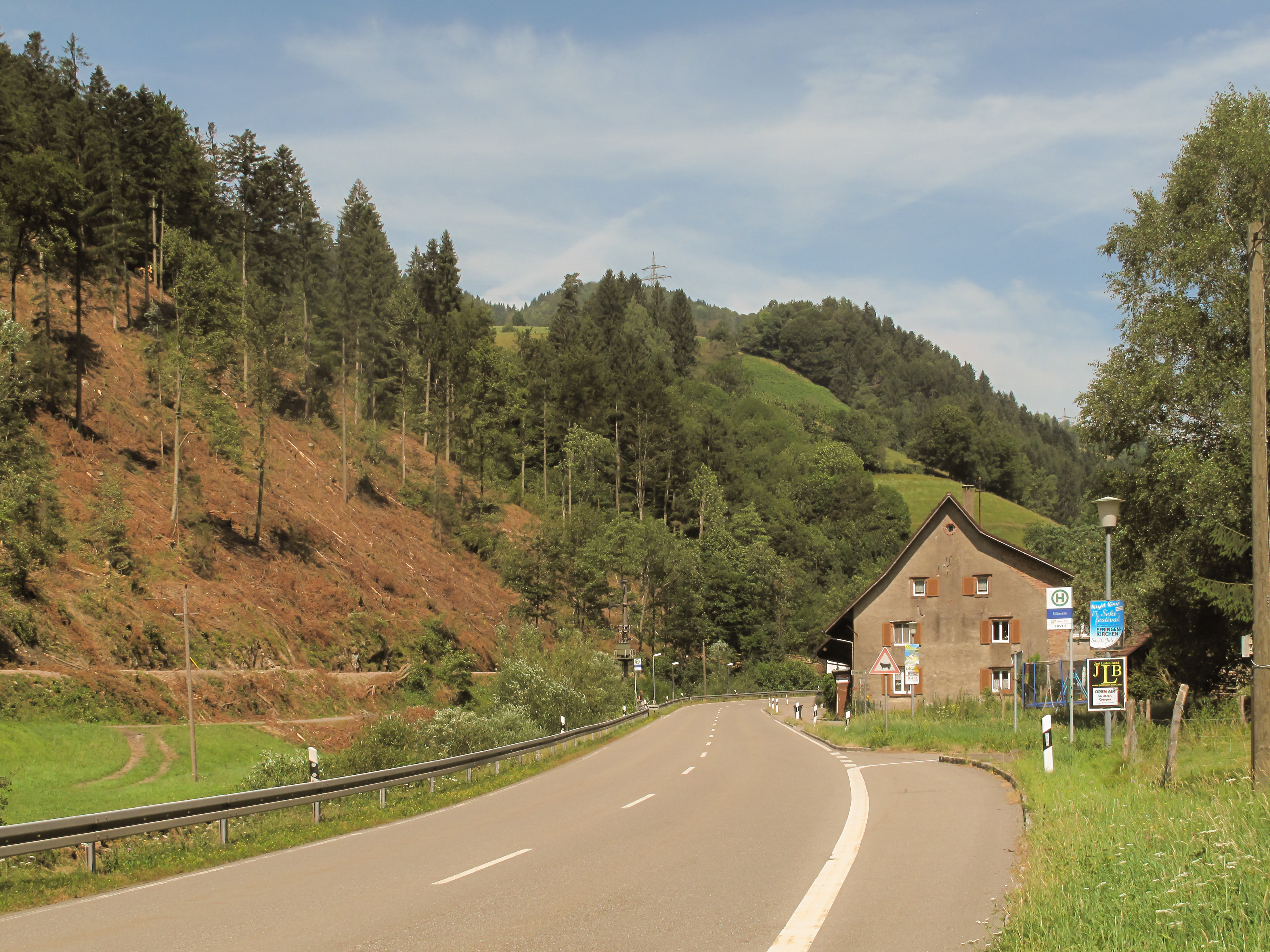
Silbersau, panorama

## Personnalité liée à la commune
À Zell im Wiesental est née :
- Constance Mozart (1762 - 1842), l'épouse de Wolfgang Amadeus Mozart.